# تپه چیا پلتق
تپه چیا پلتق مربوط به دوران پیش از تاریخ ایران باستان است و در شهرستان بروجرد، بخش مرکزی، روستای کلان واقع شده و این اثر در تاریخ ۲۳ شهریور ۱۳۸۲ با شمارهٔ ثبت ۹۹۷۶ به‌عنوان یکی از آثار ملی ایران به ثبت رسیده است.